# Centipede (videogioco)

Furgone dedicato a Centipede, usato per il primo campionato italiano di videogiochi Atari, estate 1983

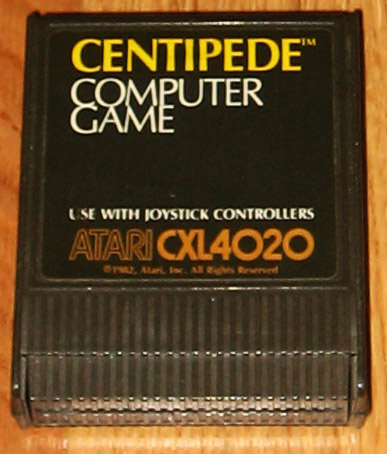
Cartuccia del gioco per Atari 8-bit

Centipede è un videogioco arcade di genere sparatutto pubblicato dalla Atari, Inc. nel 1981. È uno dei pochi videogiochi progettato da una donna, Dona Bailey, che lo ha programmato con Ed Logg. Il giocatore deve difendersi da un centopiedi e da altri artropodi da giardino.
Il gioco uscì inizialmente nelle sale giochi, dove fu, insieme a Missile Command, il primo caso di impiego di un controllo trackball in una macchina a gettoni. Fu uno degli arcade di maggior successo negli anni '80; ancora nel 1987 si stimava che le migliaia di macchine nel mondo incassassero oltre 300 milioni di lire alla settimana.
Venne poi convertito per un elevato numero di computer e console, oltre ad essere imitato da numerosi cloni. Solo per Commodore 64 uscirono almeno 5 versioni commerciali con titoli diversi.

## Modalità di gioco
Il giocatore controlla un piccolo cannone con l'aspetto simile a una testa di serpente (sulle confezioni delle edizioni domestiche appare invece una specie di elfo armato di bacchetta magica) che può muoversi nella parte inferiore dello schermo, limitatamente anche in verticale. Nell'arcade originale il cannone si controlla con la trackball, ma nelle conversioni generalmente si usa il joystick.
Si può sparare verso l'alto, con rapida cadenza di fuoco, al centopiedi che scende dalla cima dello schermo attraverso un campo di funghi.
Il centopiedi è composto da segmenti, inizialmente 12, di cui uno è sempre la testa, e che devono essere distrutti uno alla volta.
Ogni volta che si colpisce un segmento viene creato al suo posto un fungo; se si colpisce uno dei segmenti intermedi, il centopiedi viene diviso in due, e ogni sezione continua la sua strada verso il fondo dello schermo indipendentemente.
Il centopiedi procede dalla cima dello schermo verso destra o sinistra, e quando incontra un fungo o raggiunge il bordo dello schermo si avvicina di un livello e cambia direzione, quindi un maggior numero di funghi sullo schermo fa scendere il centopiedi più rapidamente. Il giocatore può distruggere anche i funghi sparandogli, ma ci vogliono quattro colpi per fare sparire un fungo.
Raggiunto il fondo dello schermo il centopiedi inizia a muoversi avanti e indietro all'interno dell'area entro cui si sposta il giocatore e ogni volta che l'insetto raggiunge il margine inferiore dello schermo viene aggiunta una testa di centopiedi autonoma.
Nel gioco sono presenti anche altri nemici, la cui eliminazione non è però indispendabile. Le pulci cadono giù verticalmente, lasciando funghi aggiuntivi sulla loro scia; esse appaiono quando nell'area di movimento del giocatore ci sono meno di 5 funghi. I ragni compaiono casualmente e si muovono a zig zag  attraverso l'area del giocatore, alle volte mangiando anche qualche fungo. Gli scorpioni si muovono orizzontalmente attraverso lo schermo, avvelenando tutti i funghi che toccano: se un centopiedi tocca un fungo infettato si getterà velocemente verso il fondo dello schermo.
Per completare un livello bisogna eliminare tutti i centopiedi che si sono venuti a creare, inclusi quelli composti dalla sola testa. Al livello successivo si rigenera un campo con nuovi funghi e arriva un nuovo centopiedi, più corto di un segmento rispetto al precedente, ma con un altro centopiedi aggiuntivo composto dalla sola testa.
Le vite a disposizione sono tre; ogni 12.000 punti il giocatore viene premiato con una vita extra.

## Seguito
Centipede ebbe un seguito arcade di minor successo, Millipede, datato 1982.
Nel 1998 uscì anche un remake in 3D per Windows, Dreamcast, PlayStation, Game.com e altre piattaforme dell'epoca, chiamato sempre Centipede.
Nel 2011 fu realizzato un altro remake chiamato Centipede: Infestation, per Wii e Nintendo 3DS. Un remake per iPhone era stato invece elaborato nel 2008.